# Baski
Baski su narod koji živi na zapadnim Pirenejima i obali Biskajskog zaljeva. Oko 2,5 milijuna stanovnika živi u Španjolskoj autonomnoj pokrajini Baskiji, a oko 200 000 u Francuskoj. Baskijskih zajednica ima u Srednjoj i Južnoj Americi kuda su odselile u 18.st. Osnova baskijskog identiteta je izolirani jezik nazvan euskara, a podrijetlo jezika nije do kraja objašnjeno. Pretpostavlja se da su Baski ostatak neindoeuropskog naroda. Najveći baskijski grad je Bilbao (na jeziku Baska: Bilbo).

## Endonimi i egzonimi
Baski sami sebe zovu Euskaldunak, u singularu Euskaldun. Riječ je nastala od euskara (jezik baska, baskijski) i –dun 'onaj koji ima', odnosno 'onaj koji ima baskijski jezik', to jest 'baskijski-govornik'. Srodna riječ Euskotar označava stanovnika Baskije bez obzira govori li baskijski. Treba napomenuti da su ovi nazivi izmišljeni u 19. stoljeću od strane Sabina Arane- tvorca baskijskog nacionalizma. Arana je također izmislio naziv maketo- pogrdnu riječ za ne-Baske u Španjolskoj.  Zbog fizičkog oblika lica nazivani su često 'narod sa zečjim licem'.[nedostaje izvor]

## Podrijetlo
Rane antropološke i genetske studije s početka i kraja 20. stoljeća teoretizirale su da su Baski potomci izvornih kromanjonaca. Posebnost uočena istraživanjima 'klasičnih' genetskih biljega (poput krvnih grupa) i očito "predindoeuropska" priroda baskijskog jezika rezultirala je popularnim i dugotrajnim stavom da su Baski "živi fosili" najraniji moderni ljudi koji su kolonizirali Europu. Međutim, studije Y-DNA haplogrupa otkrile su da u njihovoj izravnoj muškoj lozi velika većina modernih Baskija ima zajedničko podrijetlo s ostalim zapadnim Europljanima, naime izrazitu prevlast indoeuropske haplogrupe R1b-DF27 (70%). Starost podgrane koju Baski nose, R1b-DF27, "procjenjuje se na ~ 4.200 godina, na prijelazu između neolitika i brončanog doba, kada je Y-kromosomski krajolik zapadne Europe temeljito preuređen. Unatoč visokoj učestalosti kod Baskija tamo je unutarnja raznolikost Y-STR R1b-DF27 niža, što rezultira mlađim procjenama starosti ", što implicira kako je u regiju pristigla s drugog mjesta. Nekoliko drevnih uzoraka DNK pronađeno je i istraženo iz iberijskog i baskijskog područja. Zbirka haplogrupa mtDNA i Y-DNA tamo uzorkovana značajno se razlikovala u usporedbi s njihovim modernim frekvencijama. Znanstvenici su zaključili da postoji "diskontinuitet" između starih i modernih Baskija, jer dok Baskiji imaju neke vrlo arhaične loze mtDNA, nisu "nerazrijeđenog paleolitskog podrijetla", već su značajno ranoneolitičkog podrijetla i povezani s izoliranim narodom otoka Sardinija, prije otprilike 4500 godina gotovo je sve nasljeđe Y-DNA iz iberske primjese mezolitskih lovaca sakupljača i neolitičkih poljoprivrednika zamijenjeno lozom indoeuropskih stočara iz stepe, a baskijska genetska posebnost rezultat je stoljećima niske veličine populacije, genetskog drifta i endogamije. Isto su potvrdila i autosomalne studije, a prema studiji iz 2019. godine, "današnje Baske najbolje je opisati kao tipičnu željezno dobnu populaciju bez primjesa koji su kasnije utjecali na ostatak Iberije".

## Običaji
Baski su u svojoj izoliranosti, ali u veoma tranzitnom području, uspjeli sačuvati stare običaje i jezik. Žene se samo međusobno, za njih su djeca iz miješanih brakova prokleta.[nedostaje izvor] Kod njih nije bila rijetkost da se žene unutar jedne obitelji, pa čak i brak između brata i sestre.[nedostaje izvor] Sličan običaj nalazimo kod Sansegota, malene zajednice, uveliko rasipane po svijetu, čije je središte otok Susak. 
Baski su veoma odani svojoj zajednici na dan Dia de la Patria (ili na euskarskom Aberi Eguna; Dan domovine) na desetke tisuća Baska iz Francuske, Španjolske, i širom svijeta, okupljaju se u svetom gradu Gerniku ispod jednog prastarog hrasta i zaklinju na vjernost domovini.[nedostaje izvor]

## Religija
Tradicionalno, Baski su uglavnom rimokatolici. U 19. stoljeću, a prilično i u 20., Baski su kao skupina ostali posebno pobožni. U posljednjih nekoliko godina odlazak u crkve opada kao i u ostalim zemljama zapadne Europe. Baskija je bila izvor misionara poput Franje Ksaverskog i Michela Garicoïtsa. Ignacije Loyola, osnivač Družbe Isusove, bio je Bask. 17. C. Kalifornijski franjevac Fermín Lasuén rođen je u Gazteizu.
Dašak protestantizma u kontinentalnoj Baskiji proizveo je prvi prijevod novog zavjeta na baskijski jezik Joannesa Leizarrage. Nakon što se kralj Navare, Henrik IV. obratio na katoličanstvo kako bi postao kralj Francuske, protestantizam je gotovo nestao.
Bajona je imala židovsku zajednicu sastavljenu uglavnom od Sefarda izbjeglih od španjolske i portugalske inkvizicije. Također su bile i važne židovske i muslimanske zajednice u Navari prije kastilske invazije 1512. – 1521.
Danas, prema jednoj anketi, samo nešto više od 50% Baska ispovijeda neku vrstu vjerovanja u Boga, dok su ostali ili agnostici ili ateisti. Broj vjerskih skeptika se povećava značajno među mlađim naraštajima, dok su stariji pobožniji.

## Poznati Baski
- Franjo Ksaverski
- Ignacije Loyola
- Ernesto Che Guevara
- Maurice Ravel
- Eva Perón
- Augusto Pinochet
- Simón Bolívar
- Louis Daguerre

## Vanjske poveznice
- https://enciklopedija.hr/clanak/6156
- Basques